# 法圖伊瓦島
法圖伊瓦島（Fatu Hiva，亦作Fatu Iva）是法屬波利尼西亞的島嶼，屬於馬克薩斯群島的一部分，位於太平洋海域，由同名市镇管辖，長16公里，寬9公里，面積84平方公里，最高點海拔高度1,125米，2007年人口587。